# 新月危機
《新月危機》（Moonrise）是英國女作家艾琳·杭特的系列小說《貓戰士》的二部曲《新預言》中六集的第二集，於2005年8月2日由Happer Collins出版。中文版於2009年4月1日由晨星出版社出版。

## 劇情摘要
序章描述急水部落聆聽殺無盡部落(神明)的預言的經過。
封面人物是羽尾。

## 資料來源
1. ↑  Warriors: The New Prophecy #2: Moonrise, By Erin Hunter(HarperCollins Children's Books)